# Viktor Koudelka
Viktor Koudelka (Vyškov, Moravska, 24. srpnja 1889. – Zagreb, 27. travnja 1946.), hrvatski šumarski kemijski tehnolog
Predavao je na Šumarskom odjelu Gospodarsko-šumarskog fakulteta Sveučilišta u Zagrebu četiri godine predavao šumarsku kemijsku tehnologiju.

## Vanjske poveznice
- Viktor Koudelka Hrvatska tehnička enciklopedija, portal hrvatske tehničke baštine. LZMK